# Třída Active
Třída Active byla třída lehkých křižníků Royal Navy. Celkem byly postaveny tři jednotky této třídy. Byla to poslední postavená třída britských malých křižníků pro spolupráci s torpédoborci, označovaných jako Scouts. Všechny tři vstoupily do služby na prahu první světové války. Amphion byl první válečnou lodí, kterou Britové ve válce ztratili. Zbylá dvě plavidla byla na počátku 20. let sešrotována.

## Stavba
V rámci programu pro rok 1911 britské námořnictvo objednalo tři malé křižníky určené pro spolupráci s torpédoborci. Jednalo se o vylepšenou verzi třídy Blonde. Vizuálně se lišily odlišným tvarem přídě. Tři jednotky třídy Active postavila v letech 1911–1913 loděnice Pembroke Dockyard.
Jednotky třídy Active:
| Jméno    | Loděnice          | Založení kýlu      | Spuštěna         | Vstup do služby | Poznámka                              |
| -------- | ----------------- | ------------------ | ---------------- | --------------- | ------------------------------------- |
| Active   | Pembroke Dockyard | 27. července 1910  | 14. března 1911  | prosinec 1911   | Prodán do šrotu 1920.                 |
| Amphion  | Pembroke Dockyard | 15. března 1911    | 4. prosince 1911 | březen 1913     | Dne 6. srpna 1914 se potopil na mině. |
| Fearless | Pembroke Dockyard | 15. listopadu 1911 | 12. června 1912  | říjen 1913      | Prodán do šrotu 1921.                 |

## Konstrukce

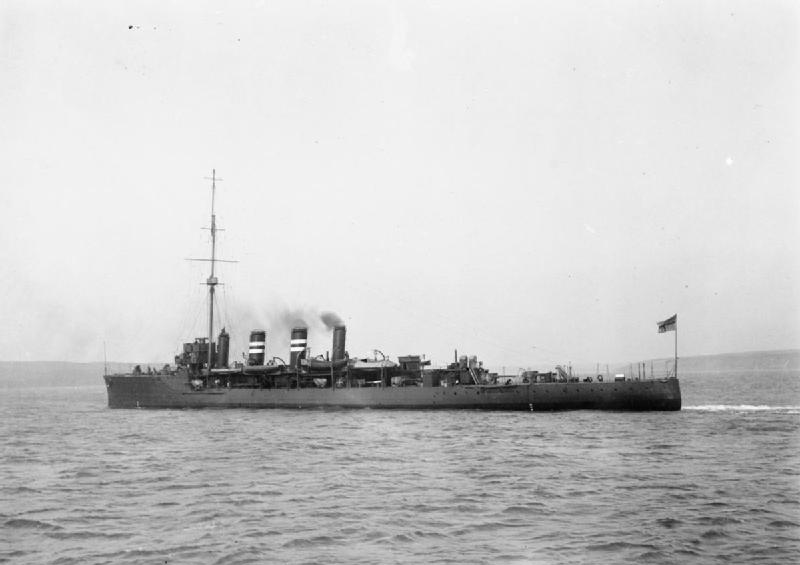
HMS Amphion

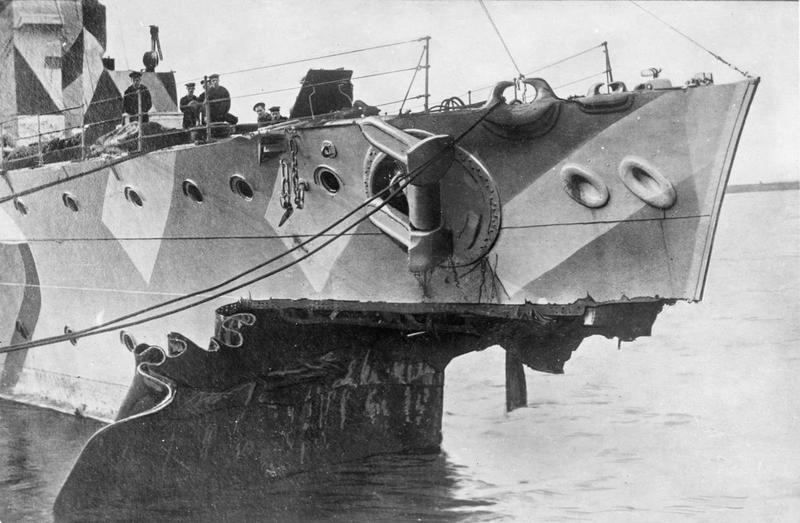
Příď křižníku HMS Frearless po srážce s britskou ponorkou HMS K17

Křižník chránilo lehké pancéřování, 25mm pancéřová paluba a 100mm pancéřování můstku. Výzbroj tvořilo deset 102mm/50 BL Mk.VIII kanónů, čtyři 47mm kanóny a dva 457mm torpédomety. Pohonný systém tvořilo dvanáct kotlů Yarrow a čtyři parní turbíny Parsons o výkonu 18 000 shp, pohánějící čtyři lodní šrouby. Nejvyšší rychlost dosahovala 25 uzlů. Dosah byl 2000 námořních mil.

### Modifikace
Roku 1916 byl Active vybaven protiletadlovým 76mm kanónem. Roku 1918 jej dostal rovněž křižník Fearless. Z obou křižníků byly roku 1918 rovněž odstraněny dva 102mm kanóny.

## Osudy
Všechny tři křižníky byly na počátku války součástí Harwichského svazu. Každý z nich byl vůdčí lodí jedné flotily torpédoborců. Amphion se stal první britskou válečnou lodí potopenou v celé válce. Potopil se 6. srpna 1914 na minách, nakladených v ústí Temže o den dříve německou pomocnou minonoskou SMS Königin Luise. Tu pak Britové dostihli a potopili. Zbylé dvě lodi čekala pestrá válečná služba. Fearless je znám kolizí, při které 31. ledna 1918 potopil britskou ponorku HMS K17 (tzv. bitva u ostrova May). Celá posádka ponorky zahynula. Active a Fearless byly na počátku 20. let sešrotovány.